# Acanthoptilum scalpelifolium
Acanthoptilum scalpelifolium är en korallart som beskrevs av Moroff 1902. Acanthoptilum scalpelifolium ingår i släktet Acanthoptilum och familjen Virgulariidae. Inga underarter finns listade i Catalogue of Life.